# (1678) Hveen
(1678) Hveen – planetoida z pasa głównego asteroid okrążająca Słońce w ciągu 5 lat i 225 dni w średniej odległości 3,16 au. Została odkryta 28 grudnia 1940 roku w Obserwatorium Iso-Heikkilä w Turku przez Yrjö Väisälä. Nazwa planetoidy pochodzi od wyspy Ven, gdzie swoje obserwatoria Uranienborg i Stjerneborg zbudował Tycho Brahe. Przed nadaniem nazwy planetoida nosiła oznaczenie tymczasowe (1678) 1940 YH.